# Cotul Turzunului
Cotul Turzunului este o arie protejată de interes național ce corespunde categoriei a IV-a IUCN (rezervație naturală de tip botanic și ornitologic), situată în județul Brașov pe teritoriul administrativ al comunelor Hoghiz și Racoș.

## Localizare
Aria protejată se află în Depresiunea Hoghizului (în zona de interferență a bazinului transilvan cu Munții Perșani), în partea nord-estică a județului Brașov și cea nord-vestică a satului Dopca, în imediata apropiere a drumului național DN13 care leagă municipiul Brașov de Sighișoara străbătând Pădurea Bogății

## Înființare
Rezervația naturală cu  a fost declarată arie protejată prin Legea Nr.5 din 6 martie 2000 (privind aprobarea Planului de amenajare a teritoriului național - Secțiunea a III-a - zone protejate) și se întinde pe o suprafață de 0,20 ha. Aceasta reprezintă o zonă umedă (mlaștini turboase eutrofe dezvoltate pe strate de nisipuri) bogat în vegetație, aflat în lunca Oltului, care adăpostește și asigură condiții de cuibărire, hrană și viețuire pentru mai multe specii de păsări aflate pe traseul transilvan, în migrația lor prin Europa.

## Biodiversitate
Aria naturală dispune de mai multe tipuri de habitate, astfel: râuri și lacuri, mlaștini și turbării, păduri în tranziție, terenuri arabile cultivate sau pajiști și pășuni.

### Floră
Flora lemnoasă este constituită din mai multe specii de arbori și arbusti și din vegetație ierboasă, în cea mai mare parte specifică zonelor umede. 
Arborii sunt prezenți cu specii de: stejar (Qurecus robur), fag (Fagus sylvatica), molid (Picea abies), arin (Alnus glutinosa), răchită (Salix L.).
La nivelul ierburilor vegetează mai multe specii de plante rare, printre care: o gențiană mov din specia boreal-montană Swertia perennis, ligularia (Ligularia sibirica), precum și specii boreale de ochii-broaștei (Primula farinosa), coada-iepurelui (Sesleria coeruleans). 
În zonele mlăștinoase și în apropierea cursurilor de apă sunt întâlnite specii floristice de: iarbă-albastră (Molinia caerulea), trestioară (Calamagrostis nejglecta), ghințură (din speciile Gentiana pneumonanthe și Gentiana ciliata), roua cerului (specia Drossera angelica), otrățel (Utricularia vulgaris) sau  Triaphorum latifolium.

### Faună
Fauna rezervației naturale este una diversificată și reprezentată de mai multe specii de mamifere, păsări, reptile și amfibieni.
Mamifere cu specii de: cerb (Cervus epaphus), căprioară (Capreolus capreolus), lup cenușiu (Canis lupus), mistreț (Sus scrofa), vulpe (Vulpes vulpes crucigera), veveriță (Sciurus carolinensis), pisică sălbatică (Felis silvestris); 
Specii de păsări migratoare și de pasaj: rață cârâietoare (Anas querquedula), rață mare (Anas platyrhynchos), rață mică (Anas crecca), rață fluierătoare (Anas penelope), rață-sulițar (Anas acuta), gârliță mare (Anser albifrons), sitarul de pădure (Scolopax rusticola), becațină (Gallinago gallinago);
Alte specii de păsări întâlnite în arealul ariei protejate: ciuf-de-pădure (Asio otus), șorecar comun (Buteo buteo), cucuvea (Athene noctua), pupăză (Upupa epops), mierlă (Turdus merula), măcăleandru (Etithacus rublecula), dumbrăveancă (Coracias garrulus), sfrâncioc (Lanius excubitor);  
Reptile și amfibieni: viperă (Vipera berus), șopârlă cenușie (Lacerta agilis), năpârcă (Anguis fragilis), broască de mlaștină (Rana arvalis), broasca-roșie-de-pădure (Rana dalmatina).

## Căi de acces
- Drumul național DN13 pe ruta: Brașov - Feldioara - Măieruș - Valea Bogății, înainte de intrare în Hoghiz se intră pe drumul județean (DJ131D) spre Dopca[8]

## Atracții turistice
În vecinătatea rezervației naturale se află mai multe obiective de interes turistic (lăcașuri de cult, monumente istorice, arii naturale protejate sau monumente ale naturii, muzee), astfel:

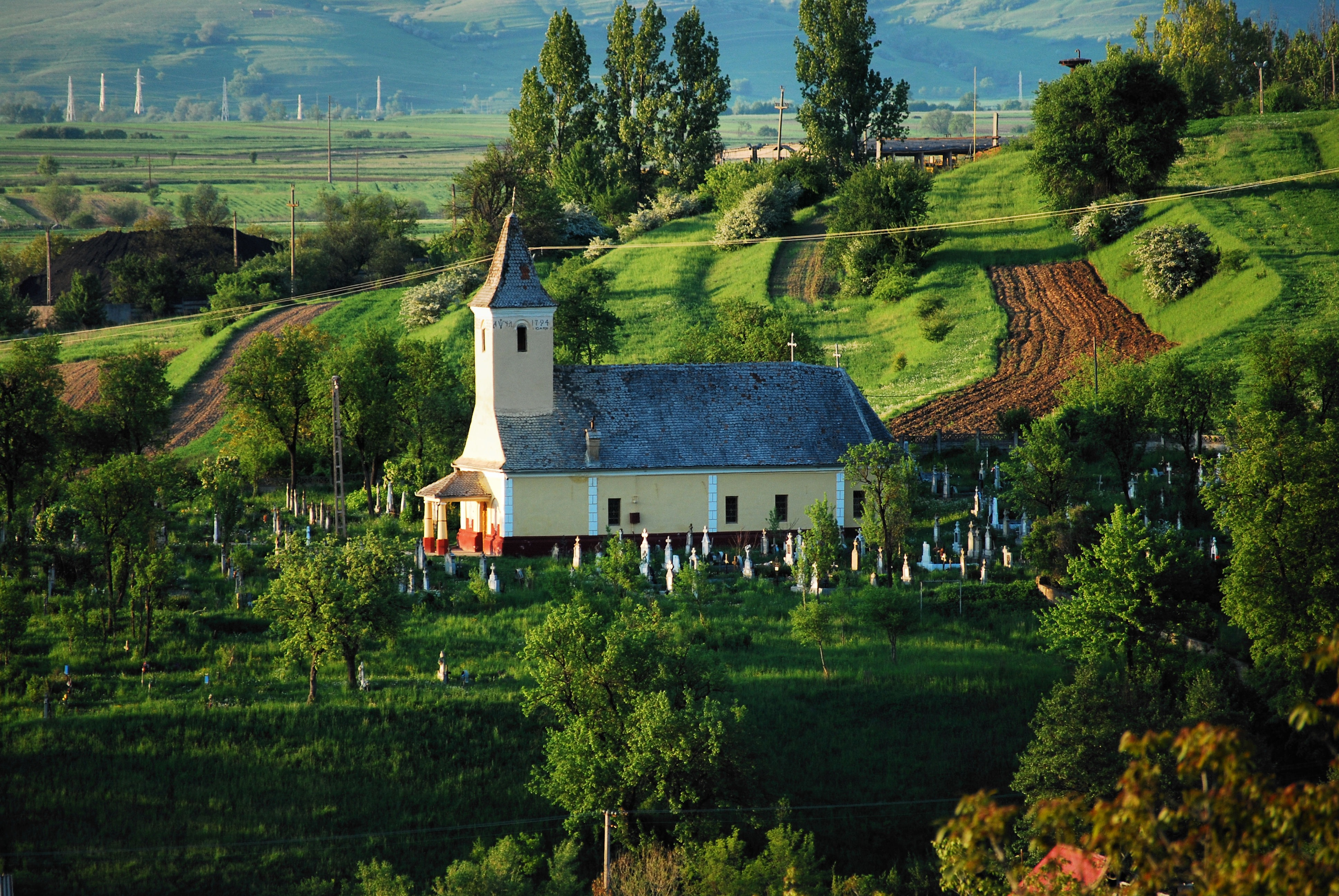
Biserica ortodoxă din Cuciulata

- Biserica de lemn din Cuciulata cu hramul „Cuvioasa Paraschiva”, construcție secolul al XVIII-lea, monument istoric.
- Biserica unitariană fortificată din satul Racoș construită între anii 1791-1797, monument istoric.
- Ansamblul bisericii reformate din Hoghiz, construcție 1749 (biserica reformată și turnul-clopotniță), monument istoric.
- Biserica "Cuvioasa Paraschiva" din Cuciulata, construcție 1784 - 1791, monument istoric.
- Ansamblul bisericii evanghelice fortificate din Măieruș  (biserica evanghelică și incintă fortificată), construcție sec. XV - XIX,
- Castelul Sükōsd - Bethlen de la Racoș, construcție secolul al XVII-lea, monument istoric.
- Casa memorială Aron Pumnul (cărturar, lingvist, filolog și istoric literar) din satul Cuciulata.
- Coloanele de bazalt de la Racoș alc[tuiesc o arie naturală protejată, declarată monument al naturii
- Cheile Dopca, arie naturală protejată cu o suprafață de 4 hectare, monument natural.
- Pădurea Bogății, rezervație naturală (de tip geologic, floristic și faunistic) întinsă pe o suprafață de 6.329 hectare. în partea centrală a Munților Perșani; Pădurea Bogății (sit de importanță comunitară) și Pădurea Bogata (arie de protecție specială avifaunistică).